# Ciência e tecnologia na Hungria

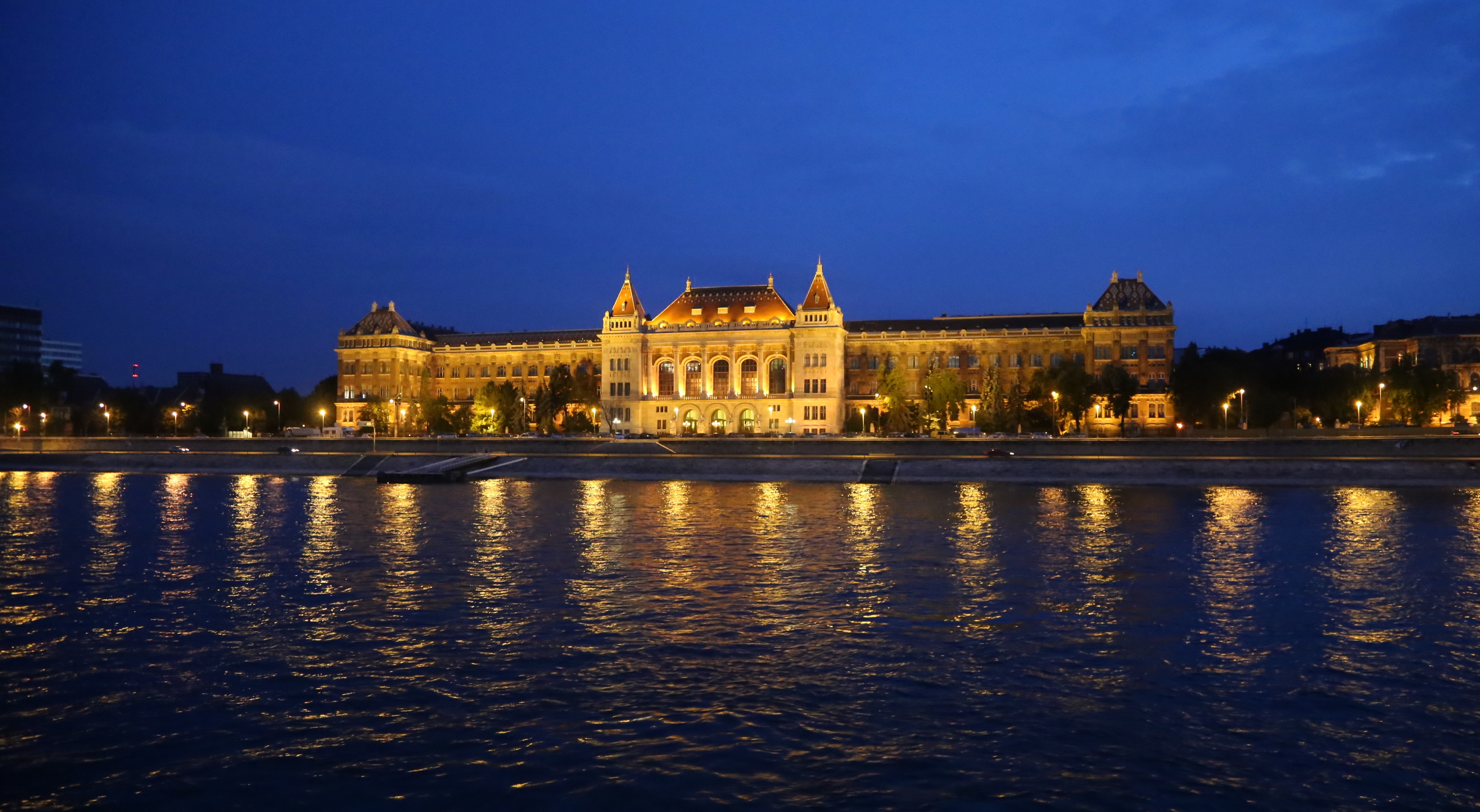
Edifício principal da Universidade de Tecnologia e Economia de Budapeste, é o mais antigo instituto de tecnologia do mundo, fundado em 1782

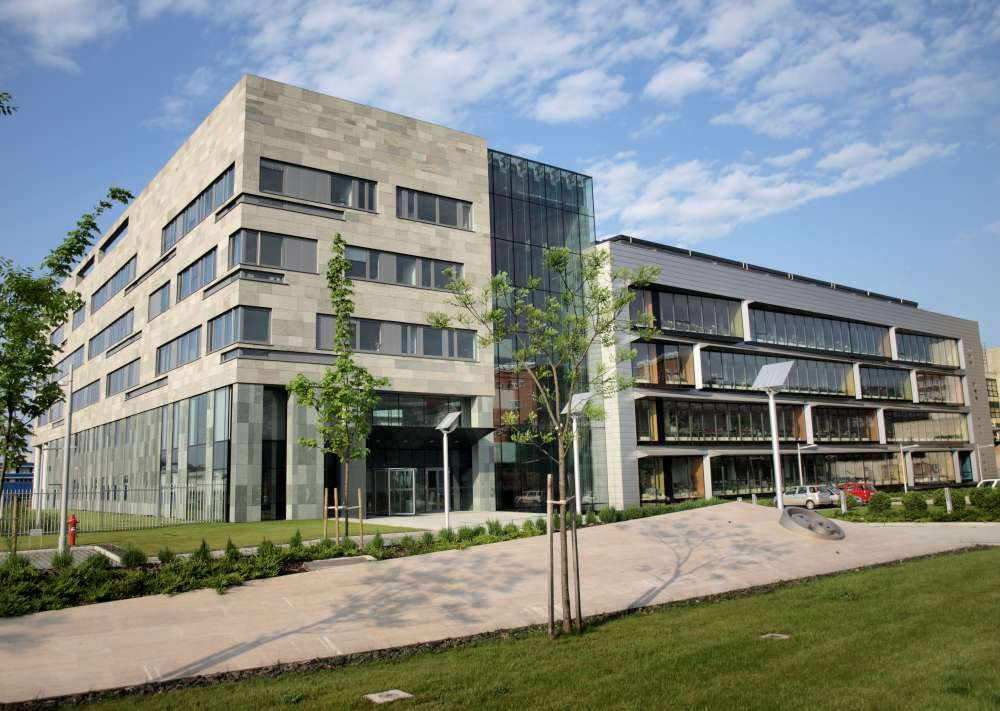
Centro de pesquisa e desenvolvimento da Gedeon Richter Plc. em Budapeste, uma das maiores empresas de biotecnologia da Europa Central e Oriental

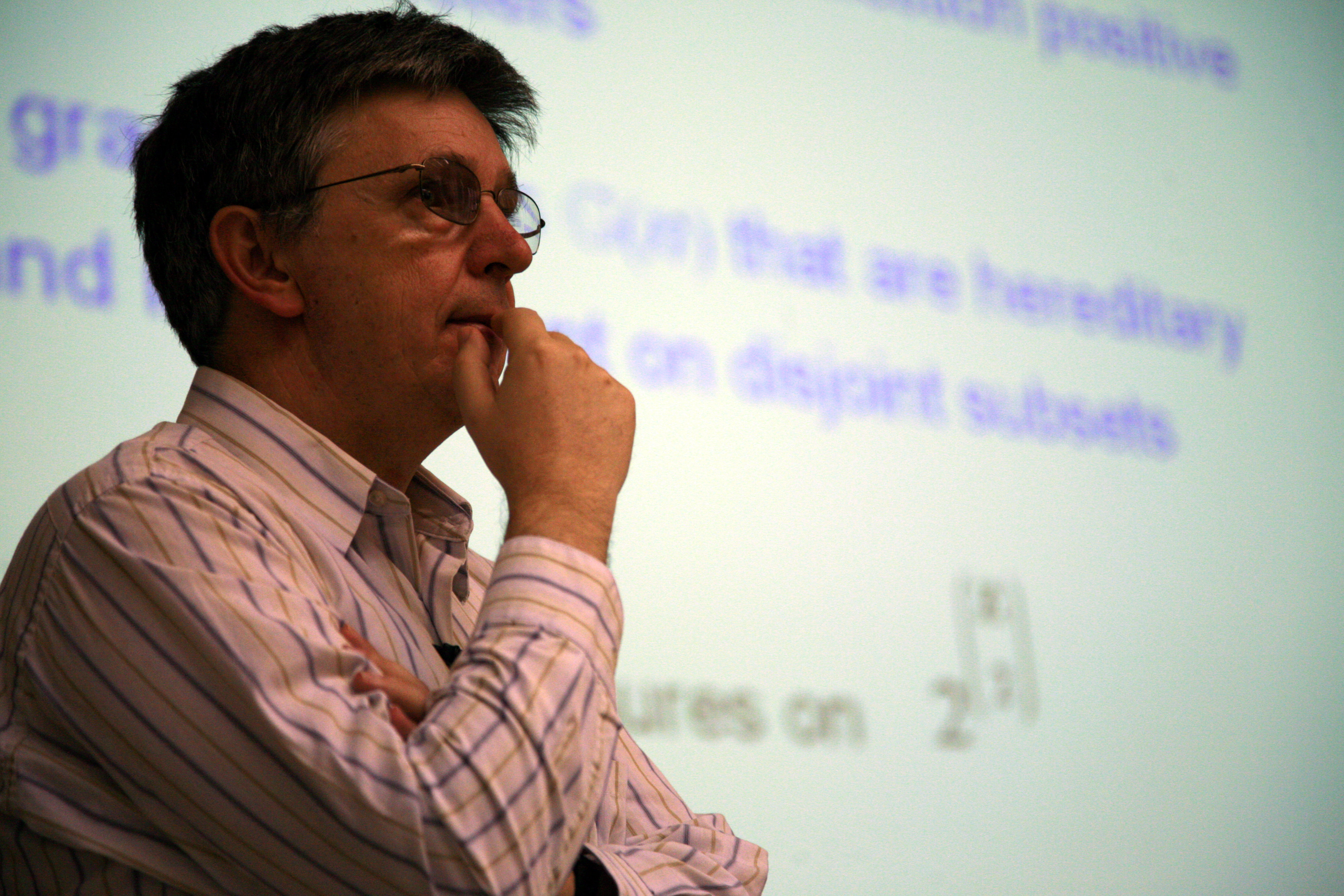
László Lovász recebeu o Prêmio Wolf e o Prêmio Knuth em 1999, e o Prêmio Kyoto em 2010; ele é o atual presidente da Academia de Ciências da Hungria. Anteriormente, ele atuou como presidente da União Internacional de Matemática

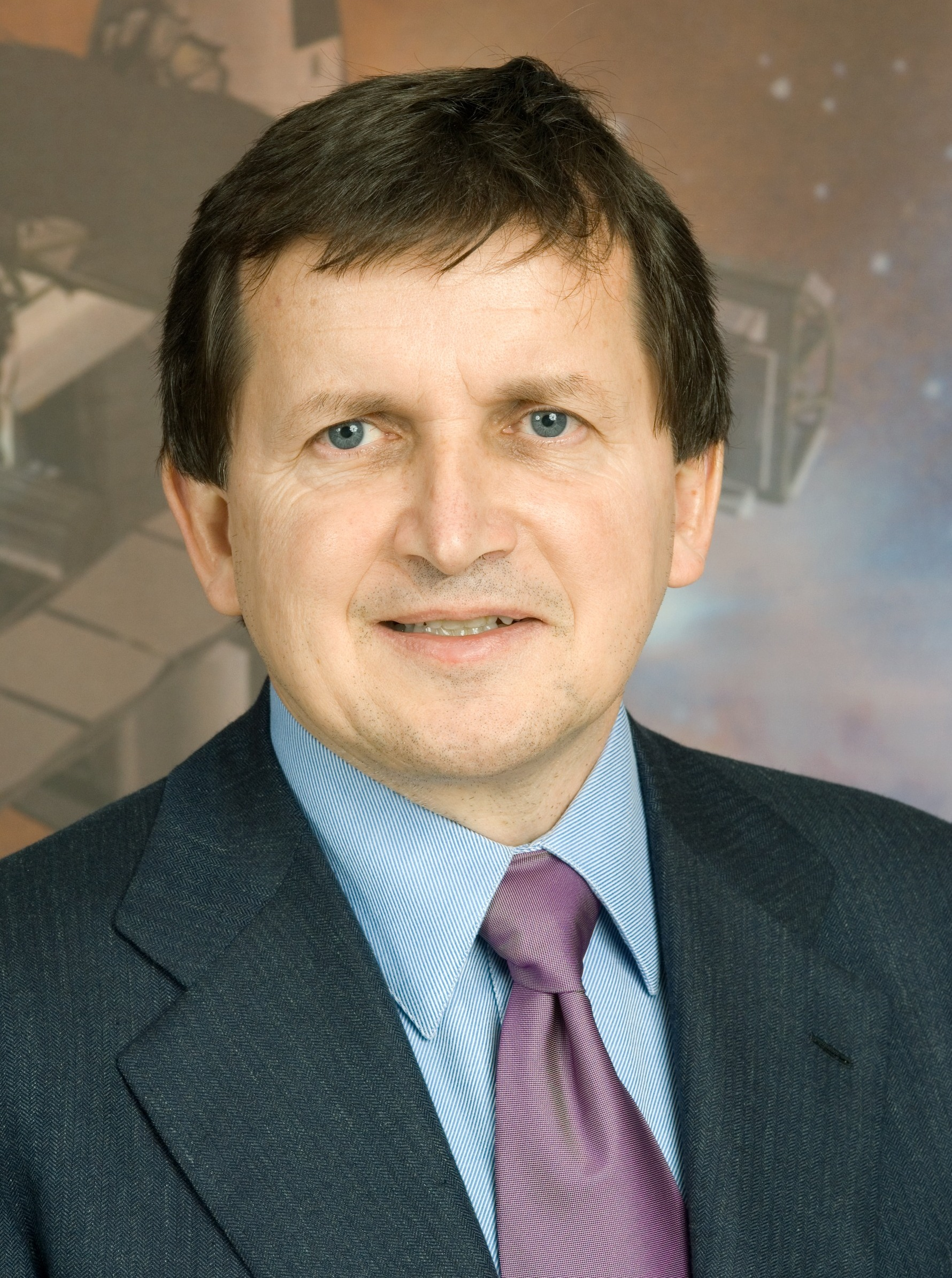
Charles Simonyi, arquiteto-chefe do Microsoft Office. Em abril de 2007, a bordo do Soyuz TMA-10, ele se tornou o quinto turista espacial e o segundo húngaro no espaço. Em março de 2009, a bordo da Soyuz TMA-14, ele fez uma segunda viagem à Estação Espacial Internacional

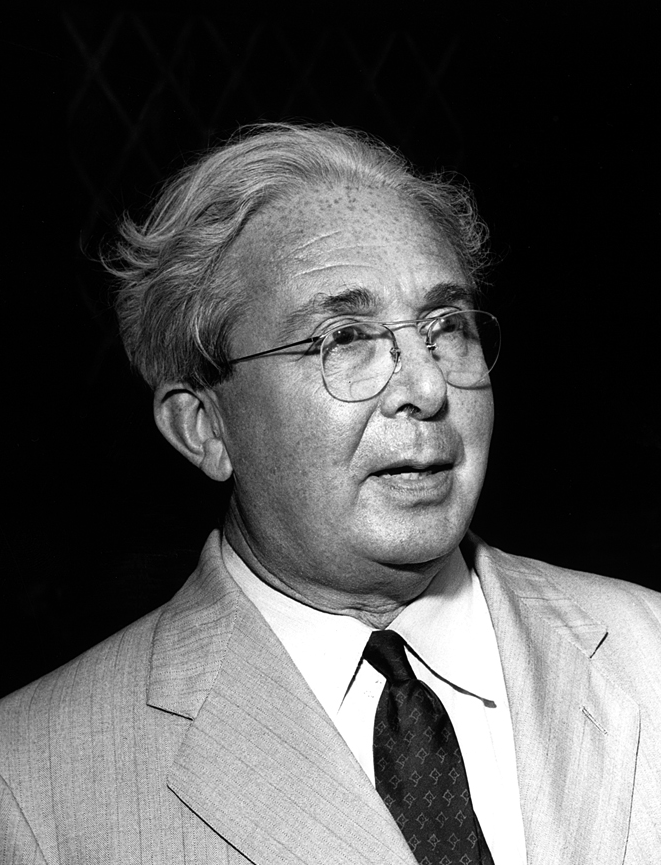
Leó Szilárd inventou e patenteou o reator nuclear, hipotetizou a reação em cadeia nuclear (portanto ele foi o primeiro a perceber a viabilidade de uma bomba atômica), inventou o microscópio eletrônico e o primeiro acelerador de partículas e mais tarde inventou o cíclotron.

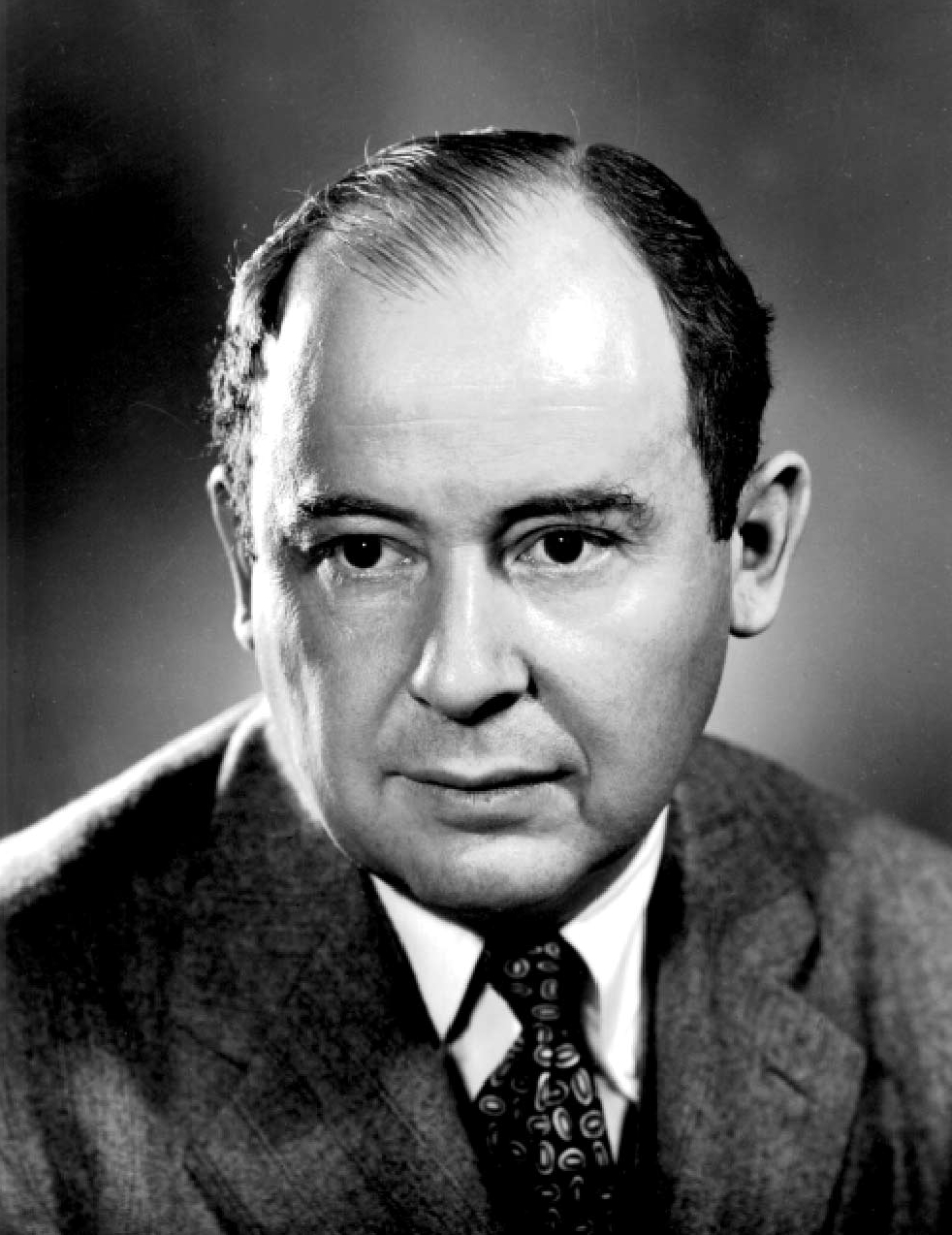
John von Neumann, um dos maiores matemáticos da história moderna

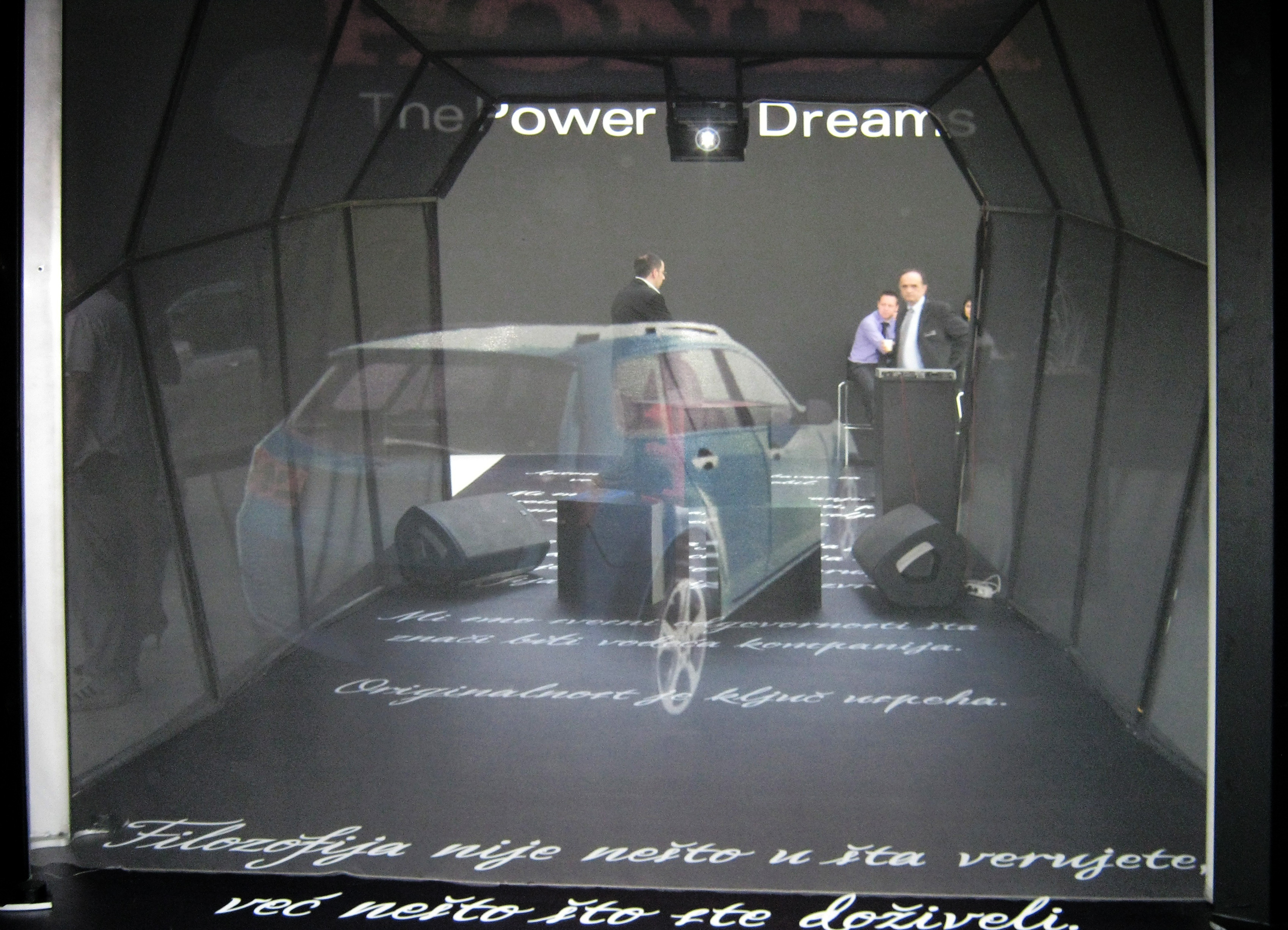
A holografia foi inventada pelo húngaro Dennis Gabor, ganhador do Prêmio Nobel de Física

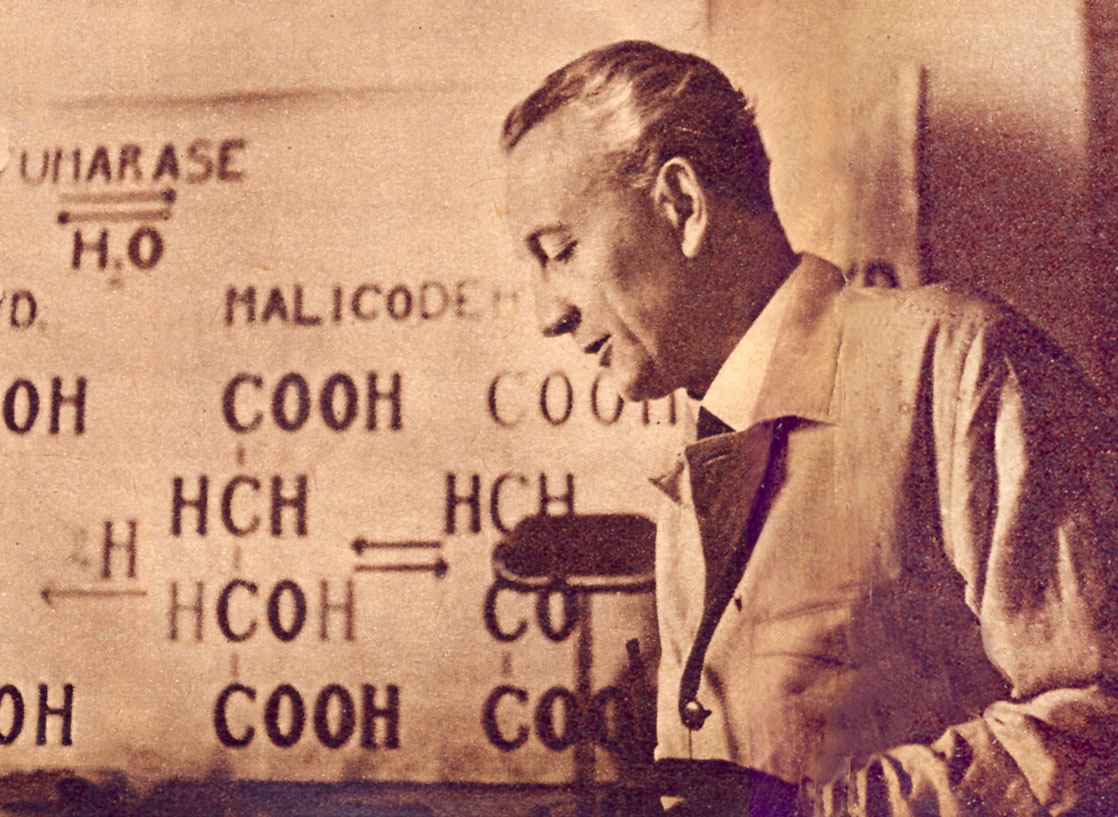
Albert Szent-Györgyi recebeu o Prêmio Nobel de Medicina pela descoberta da vitamina C

A ciência e tecnologia na Hungria é um dos setores mais desenvolvidos do país. A Hungria gastou 1,4% do seu produto interno bruto (PIB) em pesquisa e desenvolvimento civil em 2015, que é o 25.º maior índice do mundo. A Hungria ocupa a 32.ª posição entre os países mais inovadores no Índice de Inovação Bloomberg, ficando antes de Hong Kong, Islândia ou Malta. A Hungria ficou em 35.º lugar no Índice de Inovação Global em 2020, ante 33.º em 2019. Em 2014, a Hungria contava com 2.651 pesquisadores equivalentes em tempo integral por milhão de habitantes, aumentando continuamente de 2.131 em 2010 e se compara com 3.984 nos EUA ou 4.380 na Alemanha. A indústria de alta tecnologia da Hungria se beneficiou da força de trabalho qualificada do país e da forte presença de empresas estrangeiras de alta tecnologia e centros de pesquisa. A Hungria também tem uma das taxas mais altas de patentes depositadas, a 6.ª maior proporção de produção de alta tecnologia e média alta tecnologia na produção industrial total, a 12.ª maior entrada de IED em pesquisa, colocada em 14.º em pesquisa de talentos em empresas e tem o 17.º melhor índice geral de eficiência em inovação do mundo.
O principal ator de pesquisa e desenvolvimento na Hungria é o Escritório Nacional de Pesquisa, Desenvolvimento e Inovação (NRDI Office), que é uma agência nacional estratégica e de financiamento para pesquisa científica, desenvolvimento e inovação, a principal fonte de aconselhamento sobre a política de RDI para o governo húngaro e a principal agência de financiamento de RDI. Sua função é desenvolver a política de RDI e garantir que a Hungria invista adequadamente em RDI, financiando pesquisas excelentes e apoiando a inovação para aumentar a competitividade e preparar a estratégia de RDI do governo húngaro, para lidar com o Fundo Nacional de Pesquisa, Desenvolvimento e Inovação e representar o Governo húngaro e comunidade RDI húngara em organizações internacionais.
A Academia de Ciências Húngara e a sua rede de investigação é o outro jogador-chave na I&D húngara e é a sociedade erudita mais importante e prestigiada da Hungria, com as principais responsabilidades de cultivo da ciência, divulgação de descobertas científicas, apoio à investigação e desenvolvimento e representando a ciência húngara internamente e em todo o mundo.